# Ready an' Willing
Ready An' Willing är ett musikalbum utgivet av Whitesnake 1980.

## Låtförteckning
1. Fool For Your Loving
2. Sweet Talker
3. Ready An' Willing
4. Carry Your Load
5. Blindman
6. Ain't Gonna Cry No More
7. Love Man
8. Black And Blue
9. She's A woman